# Tabarnia
Tabarnia è il nome di una parte del territorio della Catalogna proposto dall'organizzazione Barcellona is not Catalonia (odierna Plataforma por Tabarnia; anche chiamata Plataforma por la Autonomía de Barcelona), che vorrebbe creare una nuova comunità autonoma spagnola unendo alcune zone delle province di Tarragona e di Barcellona. I suoi fautori considerano che «la divisione amministrativa odierna non corrisponde con la realtà» e sostengono di voler recuperare quello che hanno denominato come «la sovranità storica della contea di Barcellona». Alcuni mezzi di comunicazione hanno considerato la proposta una petizione satirica. Ciononostante, i dirigenti dell'organizzazione hanno manifestato che il progetto “non è per niente uno scherzo”.
Il nome è un neologismo creato a partire dai nomi di Tarragona e Barcellona. Il territorio, che si dividerebbe tra l'Alta Tabarnia (area di influenza di Barcellona) e Bassa Tabarnia (area di influenza di Tarragona), sarebbe formato da 10 comarche. La proposta di nuova comunità autonoma integrerebbe il Tarragonés, Basso Campo, Basso Penedés, Alto Penedés, Garraf, Basso Llobregat, Barcelonés, Vallés Orientale, Vallés Occidentale e il Maresme.

## Storia

Mappa delle contee catalane alla morte di Ramón Berenguer III. Anno 1131. I promotori di Tabarnia difendono il recupero della sovranità storica della contea di Barcellona, i cui confini non coincidono esattamente con quelli della comunità autonoma suggerita.

Piano regionale Catalano del 1995, usato come base per diversi piani di giurisdizioni amministrative:

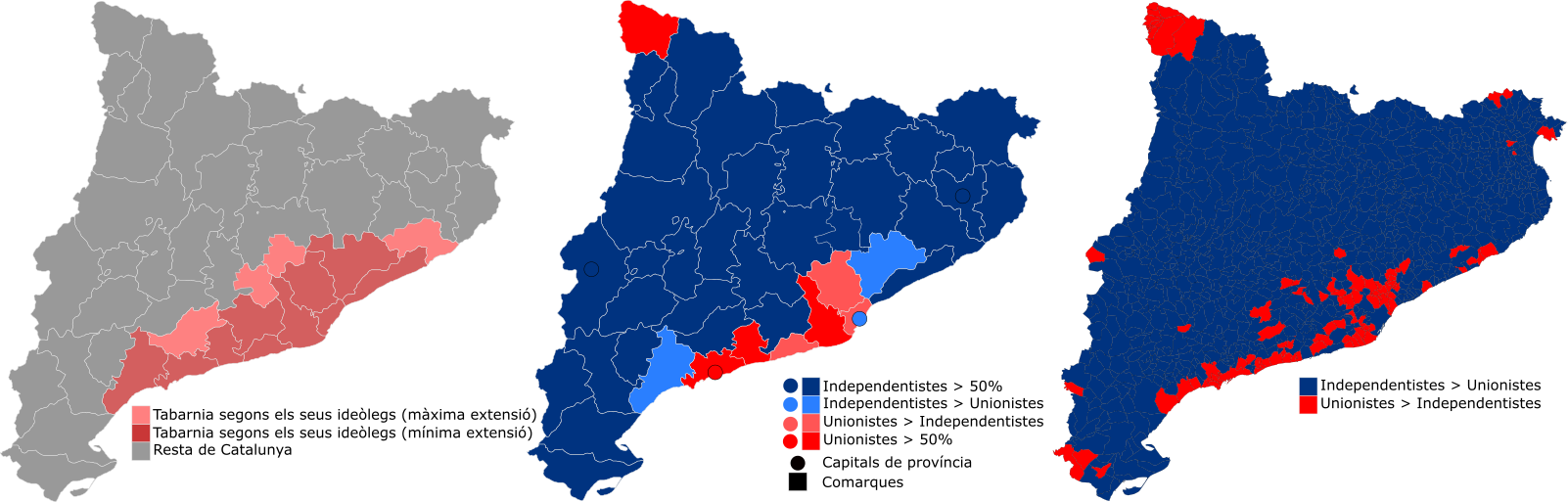
A sinistra, l'estensione proposta per Tabarnia paragonata con i risultati elettorali del 2017 (centro e destra).

I componenti dell'organizzazione Barcelona is not Catalonia affermano di aver formato un'assemblea costituente il 24 settembre 2012, nella quale hanno approvato lo statuto, il regolamento interno e le varie tappe per l'autonomia politica, il cui «obiettivo finale è riuscire a recuperare l'antica sovranità della contea di Barcellona e creare una nuova comunità autonoma spagnola».
Il termine è stato utilizzato per la prima volta nel 2015, per designare un'entità territoriale che comprenderebbe una fascia costiera che raggruppa l'area metropolitana di Barcellona e la parte di territorio che la unisce con Tarragona, per evidenziare il rifiuto all'indipendenza della Catalogna dalla Spagna, affermando che:
Indicativamente, l'attuale territorio che rivendica Tabarnia coincide storicamente con l'antica Contea di Barcellona, entità medioevale che si inquadrava nelle antiche Contee Catalane.

## Movimento
L'idea di Tabarnia, sorta come una reazione al processo secessionista catalano, è stata sviluppata dai collaboratori della web Barcelona is not Catalonia che reclamano l'autonomia di varie zone dei dintorni di Barcellona per sganciarsi così del movimento secessionista e costituirsi come comunità autonoma dentro la Spagna. Argomentano che, in questi territori, le candidature chiaramente contrarie al processo secessionista (principalmente Ciudadanos, PSC e PP) hanno ottenuto una maggioranza di voti nelle elezioni catalane di 2017. Evidenziano, inoltre, argomenti di natura fiscale, simili a quelli del movimento independentista nei confronti del resto di Spagna.
Il movimento afferma che le zone appartenenti a Tabarnia sono cosmopolite, orgogliosamente bilingui, urbanizzate, multiculturali e intensamente connesse con il resto di Spagna ed Europa. Invece, il resto di Catalogna sarebbe maggioritariamente independentista, basato su un'economia locale, ossessionato con l'identità, xenófobo, monolingue e ostile alla lingua spagnola.
Nel dicembre 2017, grazie ai social network, l'idea ha ottenuto rilevanza nei grandi mezzi di comunicazione spagnoli e stranieri, arrivando ad essere tema di moda mondiale il 27 di dicembre con 635 000 tweet. Il movimento ha cominciato una raccolta di firme nella piattaforma change.org, che finora ha più raccolto di 200.000 firme. Il messaggio che compare in quella pagina afferma che «Tabarnia è una regione storica che comprendeva quello che adesso è geograficamente Tarragona e Barcellona. Nel passato è stato anche conosciuto come contea di Barcellona».
Davanti al seguito ricevuto, la piattaforma Barcelonia is not Catalonia ha nominato il giornalista e attivista Jaume Vives come portavoce ufficiale per i mass media e ha annunciato la prossima convocazione di una concentrazione nella piazza di Sant Jaume di Barcellona.

## Simboli
L'organizzazione Barcellona is not Catalonia ha creato la bandiera del territorio proposto a partire dalle bandiere di Tarragona e Barcellona.

### Presidente
Il 16 gennaio 2018, il movimento Tabarnia si è presentato ufficialmente alla società investendo telematicamente l'attore e drammaturgo spagnolo Albert Boadella, con un discorso satirico.

## Demonimo
Il 27 dicembre 2017, di fronte alle richieste ricevute da parte dei cittadini, la Reale Accademia Spagnola ha informato, tramite il suo account di Twitter, che il demonimo più adeguato per gli abitanti di Tabarnia sarebbe «tabarnés». L'accademia ha considerato che anche «tabarniense» o «tabarniano» potrebbero essere ammessi.

## Composizione
La composizione per zone (comarche) della comunità di Tabarnia, secondo la proposta dei suoi sostenitori, sarebbe la seguente:
| Comarca            | Abitanti (2017) | Capitale                |
| ------------------ | --------------- | ----------------------- |
| Tarragonès         | 250 488         | Tarragona               |
| Basso Campo        | 187 471         | Reus                    |
| Basso Penedès      | 100 850         | El Vendrell             |
| Alto Penedès       | 106 930         | Vilafranca del Penedès  |
| Garraf             | 147 504         | Vilanova i la Geltrú    |
| Basso Llobregat    | 813 996         | Sant Feliu de Llobregat |
| Barcelonès         | 2 248 227       | Barcellona              |
| Vallès Orientale   | 403 259         | Granollers              |
| Vallès Occidentale | 910 031         | Terrassa/Sabadell       |
| Maresme            | 444 046         | Mataró                  |
| Totale             | 5 612 802       |                         |

## Reazioni
I partiti costituzionalisti non hanno mostrato appoggio all'idea, ma l'hanno commentata positivamente, facendo riferimento a che la proposta di Tabarnia serve per mettere in contraddizione le proposte dell'independentismo. Inés Arrimadas, leader di Ciudadanos in Catalogna, ha commentato in Twitter:
(Quella di Tabarnia è una situazione che mette l'indipendentismo davanti allo specchio delle sue proprie contraddizioni e della fragilità dei suoi argomenti. È molto indicativo di come si sono innervositi alcuni.)
I partiti independentisti non si sono pronunciati su questo movimento, tranne Gabriel Rufián, parlamentare di ERC, che ha detto:
D'altro lato, come reazione a Tabarnia è sorto da parte del settore independentista il concetto di Catabarnia, che sarebbe il segmento della popolazione di Tabarnia favorevole all'indipendenza catalana. Questa entità avrebbe già anche una bandiera, quella di Tabarnia ma con la stella dell'estelada.